# Institut psychanalytique de Francfort
L'Institut psychanalytique de Francfort (Frankfurter Psychoanalytisches Institut / F.P.I.) est un institut de formation psychanalytique, fondé en 1929 à Francfort par les psychanalystes Karl Landauer, Heinrich Meng, S. H. Foulkes, Frieda Fromm-Reichmann et Erich Fromm.

## Historique
Il est créé en même temps que l'Institut de recherche sociale fondé par Max Horkheimer, ce dernier étant par ailleurs analysé par Landauer.
Selon Hans-Joachim Rothe, « Officiellement cet institut ne s’occupait pas de la formation des psychanalystes mais de l’initiation à la psychanalyse des personnes ayant fait des études universitaires tels par exemple les médecins, les professeurs, les pédagogues et les juristes. »
L'Institut ouvre une clinique psychanalytique, que dirige S. H. Foulkes, jusqu'à son exil à Londres en 1933.
L'institut disparaît en 1933, à cause des persécutions nazies anti-juives, d'abord du fait des Lois de Nuremberg qui interdisaient l'exercice de professions libérales aux juifs, puis des menaces sur les personnes juives et de l'interdiction d'exercice de la psychanalyse. Les différents protagonistes émigrèrent ou périrent dans les camps nazis, notamment Karl Landauer, d'abord réfugié aux Pays-Bas, qui meurt en janvier 1945 au camp de concentration de Bergen-Belsen, Erich Fromm, installé aux États-Unis en 1934 et Frieda Fromm-Reichmann.
En 1960, sous l'impulsion de Max Horkheimer, Alexander Mitscherlich a créé le Sigmund-Freud-Institut (de), dans cette même ville, qui devient un centre de référence en Allemagne en matière de psychanalyse et de psychosomatique, géré par l'État.
En 1995, alors que l'Institut Sigmund Freud (Sigmund-Freud-Institut / SFI) est devenu une institution officielle le 1er janvier 1995, qui se consacre exclusivement à la recherche dans le domaine de la psychanalyse, la formation des psychanalystes est réservée désormais et depuis le 15 mars 1995 au seul Institut psychanalytique de Francfort (FPI).
L'Institut de Francfort est un institut de l'Association allemande de psychanalyse (Deutsche Psychoanalytische Vereinigung (de) / DPV) affiliée à l'Association psychanalytique internationale.